# Чита ди Контра (Авелино)
Чита ди Контра је насеље у Италији у округу Авелино, региону Кампанија.
Према процени из 2011. у насељу је живело 252 становника. Насеље се налази на надморској висини од 720 м.